# 沙爾東內峰

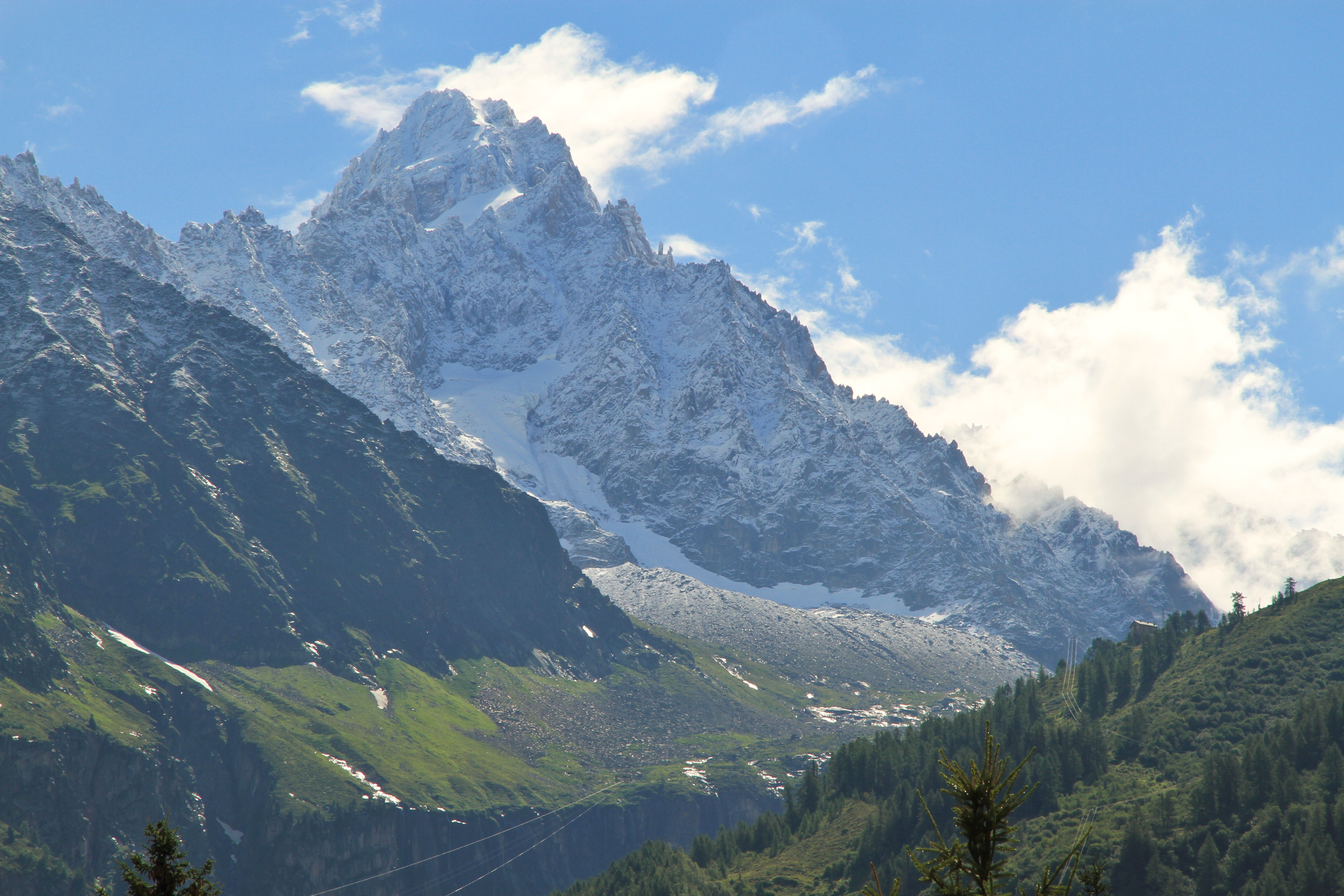

45°58′08″N 07°00′05″E / 45.96889°N 7.00139°E
沙爾東內峰（法語：Aiguille du Chardonnet），是法國的山峰，位於該國東部，由上薩瓦省負責管轄，屬於勃朗峰的一部分，海拔高度3,824米，人類在1865年9月20日首次登頂，山體由石炭岩組成。